# Andres Küng
Pour les articles homonymes, voir Küng.
Andres Küng (né le 13 septembre 1945 ; mort le 10 décembre 2002) est un journaliste, écrivain, entrepreneur et politicien suédois d'origine estonienne. Il est né à Ockelbo dans le Comté de Gävleborg, dans une famille de réfugiés de l'occupation de l'Estonie par l'URSS.

## Carrière politique
Küng était impliqué à la fois dans la politique suédoise comme membre du Parti du peuple, et dans les activités des émigrés Baltes. En 1966 et 1967, il est Président du Club des étudiants libéraux (sv). Plus tard, il devient membre suppléant du conseil des Jeunes libéraux de Suède (en).
En 1970 et 1971, il est membre suppléant du Parlement suédois.
Küng s'implique aussi dans le Parti de la réforme d'Estonie en exil et dans d'autres organisations. Il participe à des campagnes pour le combat des Pays baltes pour l'indépendance. Il est membre du Comité directeur du Parti du Peuple de 1982 à 1991.

## Récompenses
En novembre 1998, Andres Küng a reçu du Président de Lettonie Guntis Ulmanis la médaille de l'Ordre des trois étoiles de Lettonie. En février 1999, il a reçu des mains du Président de l'Estonie Lennart Meri la médaille de Ordre de l'Étoile blanche d'Estonie de 3e classe.